# حاسبة الطيران إي 6-بي
حاسبة الطيران E6-B هو نوع من أشكال المسطرة الحاسبة الدائرية وتُستخدم في مجال الطيران. وهي مثال على جهاز حساب تناظري لا يزال قيد الاستخدام في القرن الحادي والعشرين. تُستخدم هذه الحاسبات في الغالب في التدريب على الطيران، وذلك لأن هذه الحاسبات التقليدية قد تم استبدالها بأدوات تخطيط إلكترونية أو برامج ومواقع الويب تُجري هذه الحسابات نيابةً عن الطيارين. تُستخدم هذه الحاسبات أثناء تخطيط الرحلة (على الأرض قبل الإقلاع) للمساعدة في حساب استهلاك الوقود، وتصحيح الرياح، والوقت المتوقع للرحلة وغيرها من العناصر. أما أثناء الطيران، فيمكن استخدام الحاسبة لحساب السرعة الأرضية، وتقدير كمية الوقود المتوقع استهلاكه، وتحديث تقدير وقت الوصول. وقد صُمم الجزء الخلفي منها لحل مسائل متجهات الرياح، أي لتحديد مدى تأثير الرياح على السرعة والمسار.

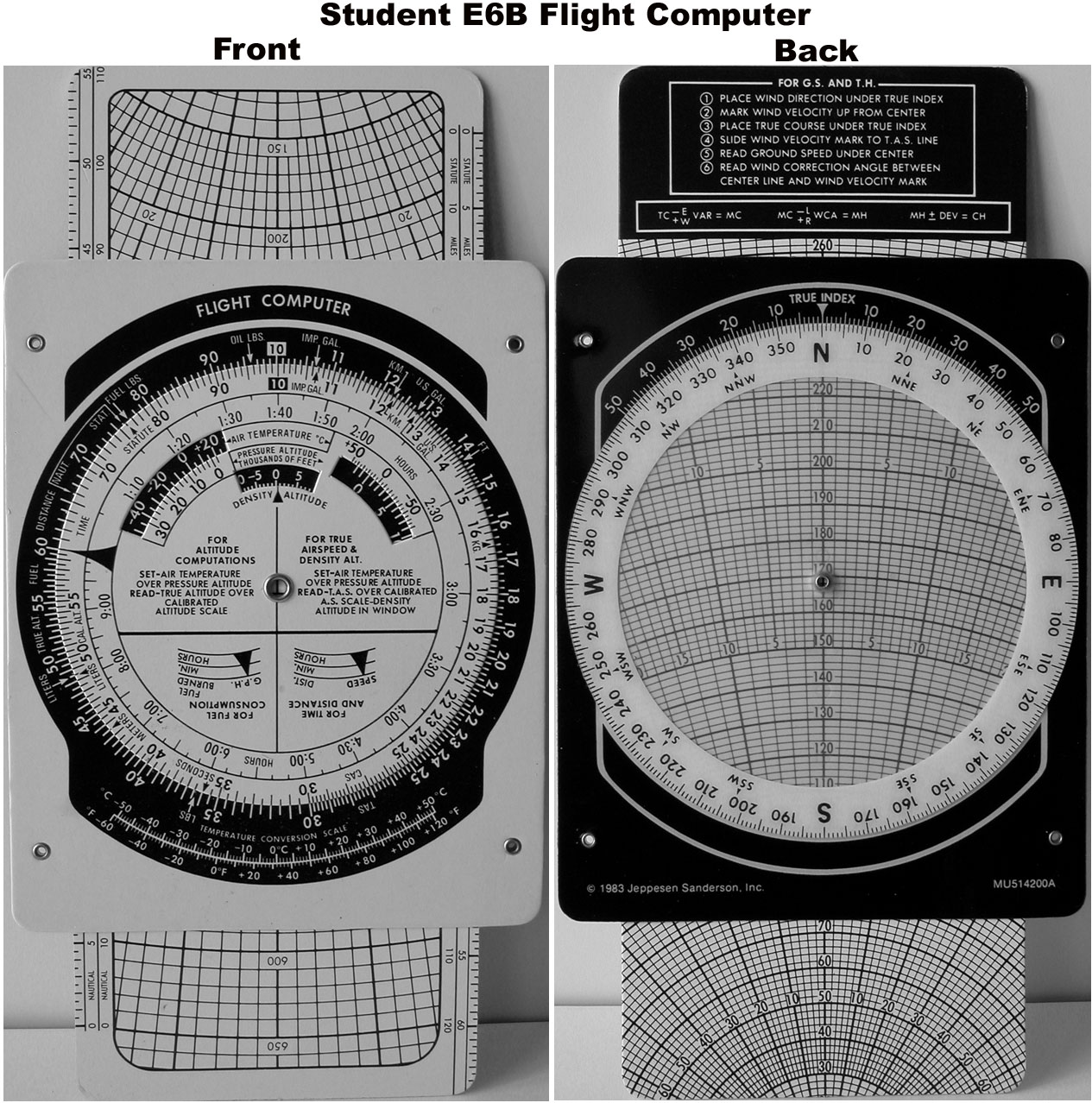
جهاز حاسبة الطيران E6-B يستخدمه عادة الطيارون المتدربون في التعليم.

وغالبًا ما يُشار إلى هذه الحاسبة بلقبها الشائع: "العجلة الذكية" (بالإنجليزية: whiz wheel).

## تركيب الحاسبة
تُصنَع حاسبات الطيران عادةً من الألومنيوم أو البلاستيك أو الكرتون المقوى، أو من مزيج من هذه المواد. يُستخدم أحد الوجهين لإجراء حسابات مثلث الرياح، وذلك باستخدام مقياس دوّار ولوح منزلق. أما الوجه الآخر فهو عبارة عن مسطرة حاسبة دائرية. وتوجد علامات إضافية ونوافذ لتسهيل الحسابات المطلوبة خصوصًا في مجال الطيران.
تُنتج أيضًا نسخ إلكترونية من هذه الحاسبات تشبه الآلات الحاسبة، بدلاً من المسطرة الحاسبة اليدوية. ولا يزال مجال الطيران من الأماكن القليلة التي تُستخدم فيها المسطرة الحاسبةبعلى نطاق واسع حتى اليوم.
وتبقى أجهزة E6-B اليدوية و CRP-1 شائعة لدى بعض المستخدمين وفي بعض البيئات بدلاً من الأجهزة الإلكترونية، وذلك لأنها:
- أخف وزنًا.
- أصغر حجمًا.
- أقل عرضة للكسر.
- أسهل للاستخدام بيد واحدة.
- أسرع في الاستعمال.
- ولا تحتاج إلى طاقة كهربائية.

في تدريب الطيارين للحصول على رخصة "طيار خاص" أو "تصنيف الطيران بالآلات"، لا تزال الحاسبات الميكانيكية للطيران تُستخدم في كثير من الأحيان لتدريس العمليات الحسابية الأساسية. ويرجع هذا أيضًا جزئيًا إلى الطبيعة المعقدة لبعض الحسابات المثلثية التي قد يكون من الصعب إجراؤها على الآلة الحاسبة العلمية التقليدية. كما أن الطبيعة الرسومية لحاسبة الطيران تساعد أيضًا في اكتشاف العديد من الأخطاء، وهو ما يفسر جزئيًا شعبيتها المستمرة.
إن سهولة استخدام الآلات الحاسبة الإلكترونية جعلت معظم كتب التدريب على الطيران النموذجية لا تغطي استخدام الآلات الحاسبة أو أجهزة الكمبيوتر على الإطلاق. وفي الامتحانات الأرضية النظرية الخاصة بالعديد من شهادات وتصنيفات الطيارين، يُسمح باستخدام الآلات الحاسبة القابلة للبرمجة أو الآلات الحاسبة التي تحتوي على برمجيات تخطيط الطيران.
تحتوي العديد من أجهزة مؤشر سرعة الطيران (ASI) على حلقة متحركة مدمجة في واجهة الجهاز والتي تعد في الأساس جزءًا من وظائف حاسبة الطيران، تمامًا كما هو الحال في حاسبة الطيران، يتم محاذاة الحلقة بحيث تُضبط مع درجة حرارة الهواء وارتفاع الضغط، مما يسمح بقراءة السرعة الجوية الحقيقية (TAS) عند موضع المؤشر (الإبرة).
بالإضافة إلى ذلك، تتوفر أيضًا برامج حاسوبية تحاكي وظائف حاسبة الطيران، سواء على أجهزة الكمبيوتر أو على الهواتف الذكية.

## طريقة الحساب

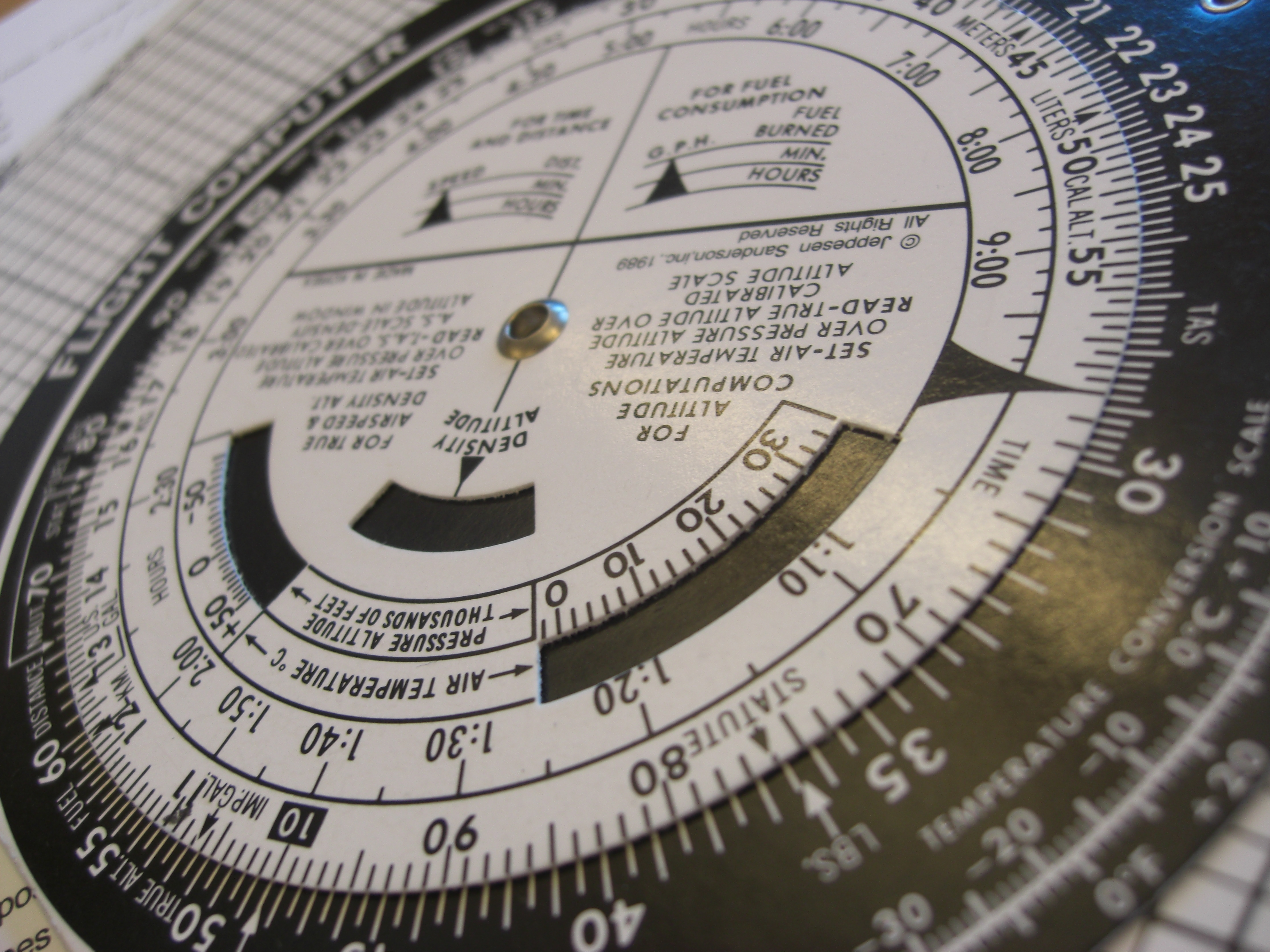
صورة مقرّبة لحاسبة طيران من الكرتون المقوّى من نوع E6-B.

توجد تعليمات حساب النِّسَب ومسائل الرياح مطبوعة على وجهي الحاسبة للرجوع إليها، كما توجد أيضًا في كتيّب يُباع مع الحاسبة.
بالإضافة إلى ذلك، تحتوي العديد من الحاسبات على جداول تحويل الحرارة من فهرنهايت إلى مئوية وجداول مرجعية متنوعة.
الجانب الأمامي من حاسبة الطيران E6-B عبارة عن مسطرة حاسبة لوغاريتمية تُستخدم في عمليات الضرب والقسمة.
تُوضَع أسماء الوحدات في جميع أنحاء العجلة، مثل: الجالونات والأميال والكيلومترات والأرطال والدقائق والثواني وما إلى ذلك، في مواضع على العجلة تتوافق مع الثوابت المستخدمة عند التحويل بين وحدة وأخرى في العمليات الحسابية المختلفة.
بعد أن يتم ضبط العجلة لتمثيل نسبة ثابتة معينة، على سبيل المثال: "عدد أرطال الوقود في الساعة"، يمكن استخدام بقية العجلة لتطبيق هذه النسبة على مسألة معينة، مثلًا: كم رطلًا من الوقود يلزم لرحلة مدتها 2.5 ساعة؟
وهنا تكمن أحد الفروقات بين حاسبة E6-B وحاسبة CRP-1، إذ أن الحاسبة CRP-1 مُصممة خصيصًا للسوق البريطانية، ولذلك فهي تتيح التحويل بين الوحدات الإمبريالية والوحدات المترية.
أما العجلة الموجودة في الجزء الخلفي من الحاسبة، فهي تُستخدم لحساب تأثيرات الرياح على الرحلات الجوية في الطيران الثابت (بالإنجليزية: Cruise Flight).

### مثال على حل مسألة

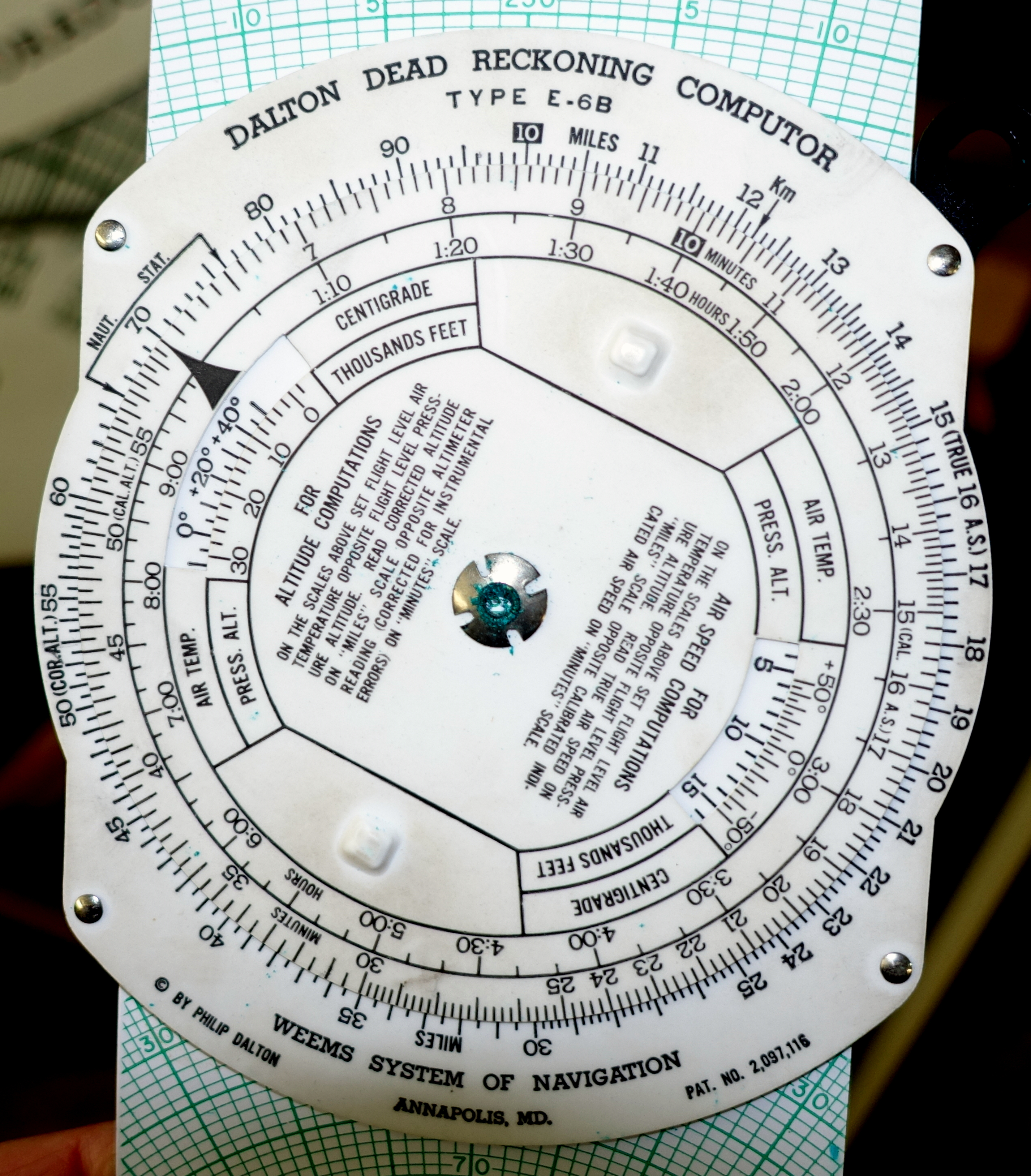
صورة مقربة لحاسبة طيران من نوع E6-B.

من المسائل المعتادة التي تُحل باستخدام هذه العجلة الحاسبة E6-B:
"إذا أردتُ الطيران على المسار (أ) بسرعة (ب)، لكنني واجهتُ رياحًا قادمة من الاتجاه (ج) بسرعة (د)، فعلى كم درجةً يجب أن أضبط اتجاهي، وما هي سرعتي على الأرض؟"
يتعرف الطيار أولاً على الأجزاء التي تتكوّن منها الحاسبة، وهي:
- عجلة نصف شفافة قابلة للدوران فيها ثقب في المنتصف،
- وشريحة (slide) مطبوع عليها شبكة تتحرك أعلى ولأسفل، تحت العجلة،
- وتظهر الشبكة من خلال الجزء الشفاف من العجلة.

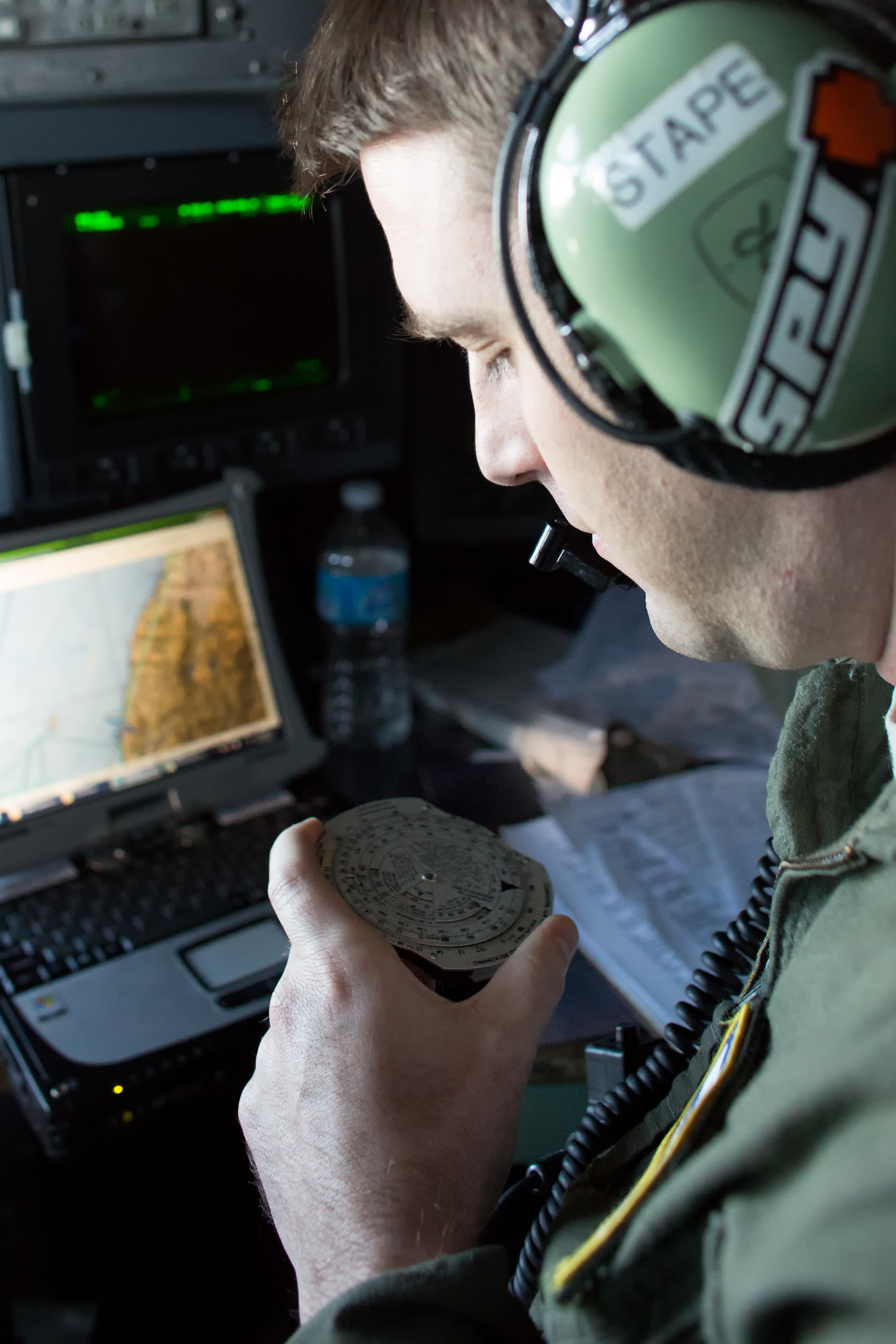
ملاَّح في سرب النقل الجوي، يستخدم حاسبة الطيران E6B، المعروفة باسم "العجلة الذكية" (Whiz Wheel)، لحساب السرعة الأرضية، والوقود المتوقع استهلاكه، والوقت المحدث للوصول أثناء الطيران، وذلك في 22 أكتوبر 2013م.

ولحل هذه المسألة باستخدام حاسبة الطيران، يتم اتباع الخطوات التالية:
1. تُدار العجلة بحيث يكون اتجاه الريح (ج) في أعلى العجلة.
2. تُوضع علامة بالقلم الرصاص فوق الثقب مباشرة، على مسافة تماثل سرعة الرياح (د) بعيدًا عن مركز الثقب.
3. بعد وضع العلامة، تُدار العجلة مجددًا بحيث يكون المسار المطلوب (أ) في أعلى العجلة.
4. تُحرّك المسطرة بحيث تتوافق علامة القلم الرصاص مع السرعة الجوية الحقيقية (ب) الظاهرة من خلال الجزء الشفاف من العجلة.
5. تُحدَّد زاوية تصحيح الرياح (بالإنجليزية: Wind Correction Angle) عن طريق مطابقة انحراف علامة القلم الرصاص يمينًا أو يسارًا عن الثقب، مع شبكة الزوايا المطبوعة على الشريحة.
6. تُحدَّد السرعة الأرضية الحقيقية (بالإنجليزية: Ground Speed) من خلال مطابقة الثقب المركزي مع قسم السرعة في شبكة الشريحة.

### الصيغة الرياضية للحساب

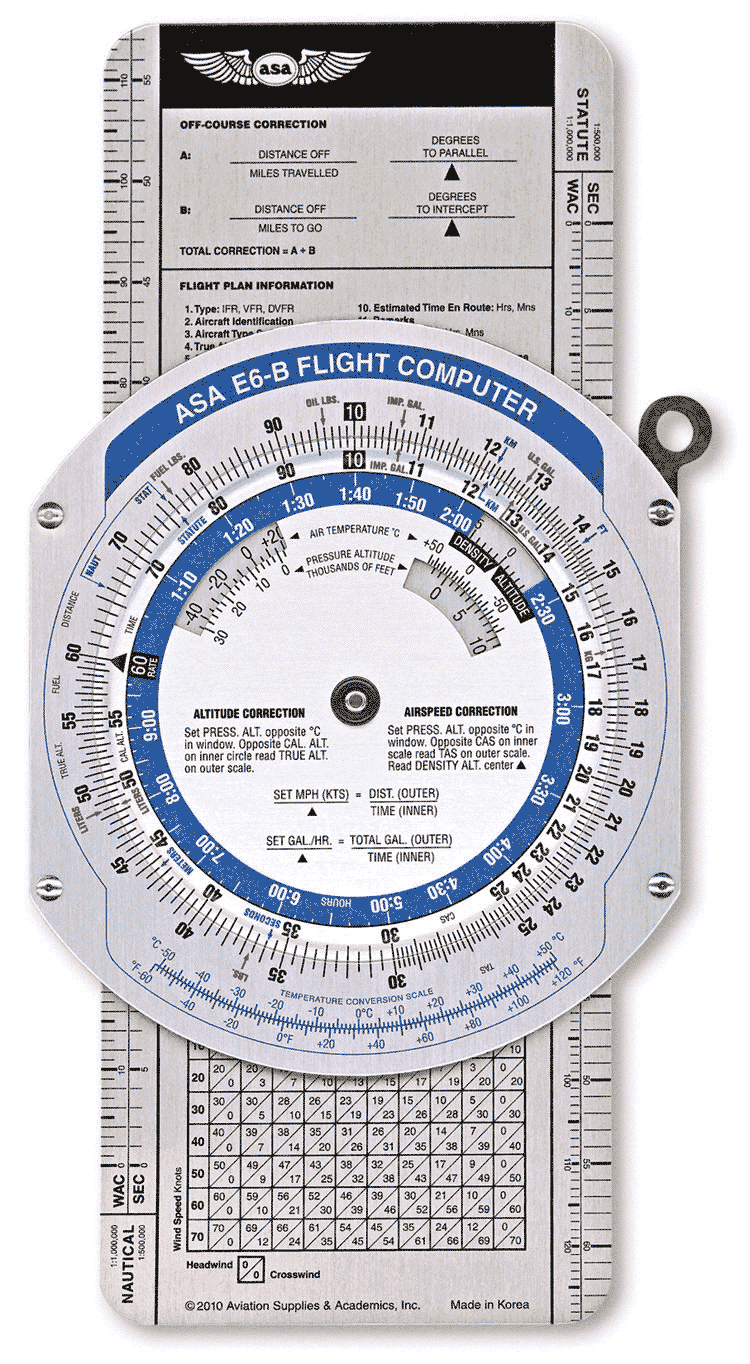
نسخة من حاسبة الطيران ASA-E6BC.

الصيغ الرياضية التي تُكافئ النتائج المُستخرجة من حسابات الرياح في حاسبة الطيران هي كما يلي:
- المسار المطلوب: d
- السرعة الأرضية: V g
- الاتجاه الحقيقي للطائرة: a
- السرعة الجوية الحقيقية: V a
- اتجاه الرياح: w
- سرعة الرياح: V w

وحدات القياس:
الزوايا d و a و w تُقاس بالدرجات الزاوية أو بالراديان،
أما السرعات V g و V a و V w فهي بوحدات متوافقة مثل العقد أو كم/س.
وتُقرب قيمة π إلى: 355/113 أو 22/7
زاوية تصحيح الرياح:
{\displaystyle \Delta a=\sin ^{-1}\left({\frac {V_{w}\sin(w-d)}{V_{a}}}\right)}
السرعة الأرضية الحقيقية:
{\displaystyle V_{g}={\sqrt {V_{a}^{2}+V_{w}^{2}-2V_{a}V_{w}\cos(d-w+\Delta a)}}}
تقاس زاوية تصحيح الرياح (بالإنجليزية: Wind Correction Angle) بالدرجات، وهي الزاوية التي قد يتم برمجتها في الحاسوب، مع تضمين تحويل الدرجات إلى راديان ثم العودة إلى الدرجات الزاوية، وتُحسب عادةً لتصحيح انحراف الطائرة عن مسارها بسبب الرياح الجانبية.
{\displaystyle \Delta a={\frac {180\deg }{\pi }}\sin ^{-1}\left({\frac {V_{w}}{V_{a}}}\sin \left({\frac {\pi (w-d)}{180\deg }}\right)\right)}
تُحسب السرعة الأرضية الحقيقية على النحو التالي:
{\displaystyle V_{g}={\sqrt {V_{a}^{2}+V_{w}^{2}-2V_{a}V_{w}\cos \left({\frac {\pi (d-w+\Delta a)}{180\deg }}\right)}}}

## حاسبات E6-B في الوقت الحاضر

مثلث الرياح هو رسم بياني يُستخدم في الطيران لحساب تأثير الرياح على مسار وسرعة الطائرة، يتكوّن من 3 متجهات:
1. متجه الهواء (Air Vector): الاتجاه الحقيقي الذي تتجه إليه الطائرة وسرعتها الجوية (True Heading & True Airspeed).
2. متجه الرياح (Wind Vector): اتجاه الرياح وسرعتها (Wind Direction & Speed).
3. متجه الأرض (Ground Vector): المسار الفعلي الذي تسلكه الطائرة فوق الأرض وسرعتها الأرضية (Ground Track & Ground Speed).
الهدف من المثلث:
1. تحديد زاوية الانجراف (Drift Angle): الفرق بين اتجاه الطائرة والمسار الأرضي.
2. حساب المسار الصحيح للطيران مع تصحيح تأثير الرياح.
3. معرفة السرعة الحقيقية على الأرض بعد تأثير الرياح.
يُستخدم هذا المثلث غالبًا في حاسبات الطيران مثل E6-B.

على الرغم من أن أجهزة E6-B الرقمية أسهل وأسرع في التعلم، إلا أن العديد من مدارس الطيران لا تزال تُلزم طلابها بتعلم استخدام أجهزة E6-B الميكانيكية.
وفي امتحانات الطيارين الكتابية التابعة لإدارة الطيران الفيدرالية (FAA) وكذلك في اختبارات الكفاءة (checkrides)، يُشجَّع الطيارون على إحضار أجهزة E6-B الميكانيكية الخاصة بهم لإجراء الحسابات اللازمة.

## تاريخ الحاسبة E6-B
الاسم الأصلي للجهاز هو E-6B، ولكن غالبًا ما يتم اختصاره إلى E6B، أو يُكتب بواصل E6-B للأغراض التجارية.
تم تطوير الحاسبة E-6B في الولايات المتحدة على يد الملازم البحري فيليپ دالتون (1903م-1941م) في أواخر ثلاثينيات القرن العشرين. ويعود اسم الحاسبة إلى رقم القطعة الأصلي الذي خصصه لها فيلق الطيران التابع لجيش الولايات المتحدة، قبل إعادة تنظيمه في يونيو 1941م.
كان فيليپ دالتون خريج جامعة كورنيل وانضم إلى جيش الولايات المتحدة كضابط مدفعية، لكنه سرعان ما استقال وأصبح طيارًا احتياطيًا في البحرية من عام 1931م حتى وفاته في حادث تحطم طائرة مع طالب كان يتدرب على مناورات الدوران (بالإنجليزية: spin).
اخترع فيليپ دالتون بالتعاون مع "فيليپ ڤان هورن ويمز" (بالإنجليزية: Philip Van Horn Weems) حاسبة الطيران وسجل لها براءة اختراع، وسوّق سلسلة من حاسبات الطيران.

### نموذج B
كانت أول حاسبة مشهورة ابتكرها فيليپ دالتون هي نموذج Model B لعام 1933م، وهي مسطرة حاسبة انزلاقية دائرية مزودة بتصحيحات السرعة الجوية الحقيقية (TAS) والارتفاع.
ثم أضاف لها في عام 1936م بالجهة الخلفية منها مخطط الانحراف المزدوج (بالإنجليزية: double-drift diagram)، ما أطلق عليه لاحقًا فيلق طيران الجيش الأميركي (بالإنجليزية: USAAC) تصنيفات: E-1 و E-1A و E-1B.
وبعد مرور عامين، اخترع Mark VII، مستخدمًا مرة أخرى مسطرته الحاسبة الدائرية Model B كنقطة مركزية، وقد لاقى هذا النموذج رواجًا كبيرًا لدى الجيش وشركات الطيران على حد سواء. حتى إن فريد نونان، الملاح الخاص بأميليا إيرهارت في محاولتها للدوران حول العالم، استخدم واحدًا منها في رحلتهما الأخيرة. 

### نماذج C و D و G
مع ذلك، كان فيليپ دالتون يشعر أن التصميم قد تم على عَجَل، وأراد أن يُصمم شيئًا أكثر دقة، وأسهل في الاستخدام، ويكون قادرًا على التعامل مع سرعات طيران أعلى. لذا ابتكر فيليپ دالتون اختراعه الشهير المعروف الآن باسم قوس الرياح المنزلق (بالإنجليزية: wind arc slide)، لكنه طبعه على شريط قماشي لا نهائي يتحرك داخل صندوق مربع عبر مقبض دوّار. وفي عام 1936م تقدم بطلب للحصول على براءة اختراع لهذا التصميم وقد مُنحت له في عام 1937م تحت الرقم 2,097,116.
وشمل هذا التصميم نماذج الحاسبة Model C وD وG التي استُخدمت على نطاق واسع في الحرب العالمية الثانية من قبل:
- دول الكومنولث البريطاني، تحت اسم: حاسبة دالتون لتقدير الموضع" (بالإنجليزية: Dalton Dead Reckoning Computer).[6]
- والبحرية الأمريكية (بالإنجليزية: U.S. Navy).
- كما نسخها اليابانيون.
- وحسَّنها الألمان، من خلال اختراع سيغفريد كنيماير (بالألمانية: Siegfried Knemeyer) لجهاز "حاسبة المثلث" (بالألمانية: Dreieckrechner) ذي القرص الدوّار،[7] وكان هذا الجهاز الألماني مشابهًا في المظهر العام للجهة الخلفية لحاسبة E6-B التي تتضمن قرص وردة البوصلة، لكنه وضع وردة البوصلة على الجهة الأمامية، مما أتاح إجراء حسابات مثلث الرياح في الوقت الحقيقي أثناء الطيران.

ولا تزال نسخ من هذه الحاسبات متاحة بكثرة في مواقع المزادات الخاصة بالمقتنيات التاريخية.

### نموذج H
قررت قيادة طيران الجيش الأميركي (بالإنجليزية: U.S. Army Air Corps) أن حاسبة الشريط القماشي مكلفة جدًا من حيث التصنيع، لذلك قام فيليپ دالتون في وقت لاحق من عام 1937م بإعادة تصميمها إلى شكل أبسط: شريحة رياح ثابتة، صلبة، ومسطحة، وأرفق على ظهرها مسطرة Model B الدائرية القديمة الخاصة به.
أطلق دالتون على هذا النموذج الأولي اسم Model H، بينما أطلقت عليه قيادة الجيش اسم E-6A.

### نموذج J
في عام 1938م، كتب الجيش مواصفات رسمية وطلب من دالتون إدخال بعض التعديلات، وقد أطلق زميله "ويمز" على النسخة الجديدة من هذا التعديل اسم "Model J". تضمنت تلك التغييرات نقل علامة "10" إلى الأعلى بدلاً من موقعها السابق عند "60"، وقُدِّم هذا النموذج باسم E-6B إلى الجيش الأمريكي عام 1940م ولكن لم يتم طلب كميات كبيرة منه إلا بعد هجوم پيرل هاربور، حين تم تغيير اسم "القوات الجوية للجيش" (بالإنجليزية: Army Air Corps) رسميًا إلى "قوات الجو التابعة للجيش الأميركي" (بالإنجليزية: Army Air Forces) في 20 يونيو 1941م.
وقد تم تصنيع أكثر من 400,000 وحدة من جهاز E-6B خلال الحرب العالمية الثانية، وكان معظمها مصنوعًا من بلاستيك يُضيء تحت الضوء الأسود (الأشعة فوق البنفسجية)، حيث كانت قمرة القيادة بالطائرات تُضاء بهذه الطريقة ليلًا.

### الأسماء السابقة قبل E-6B

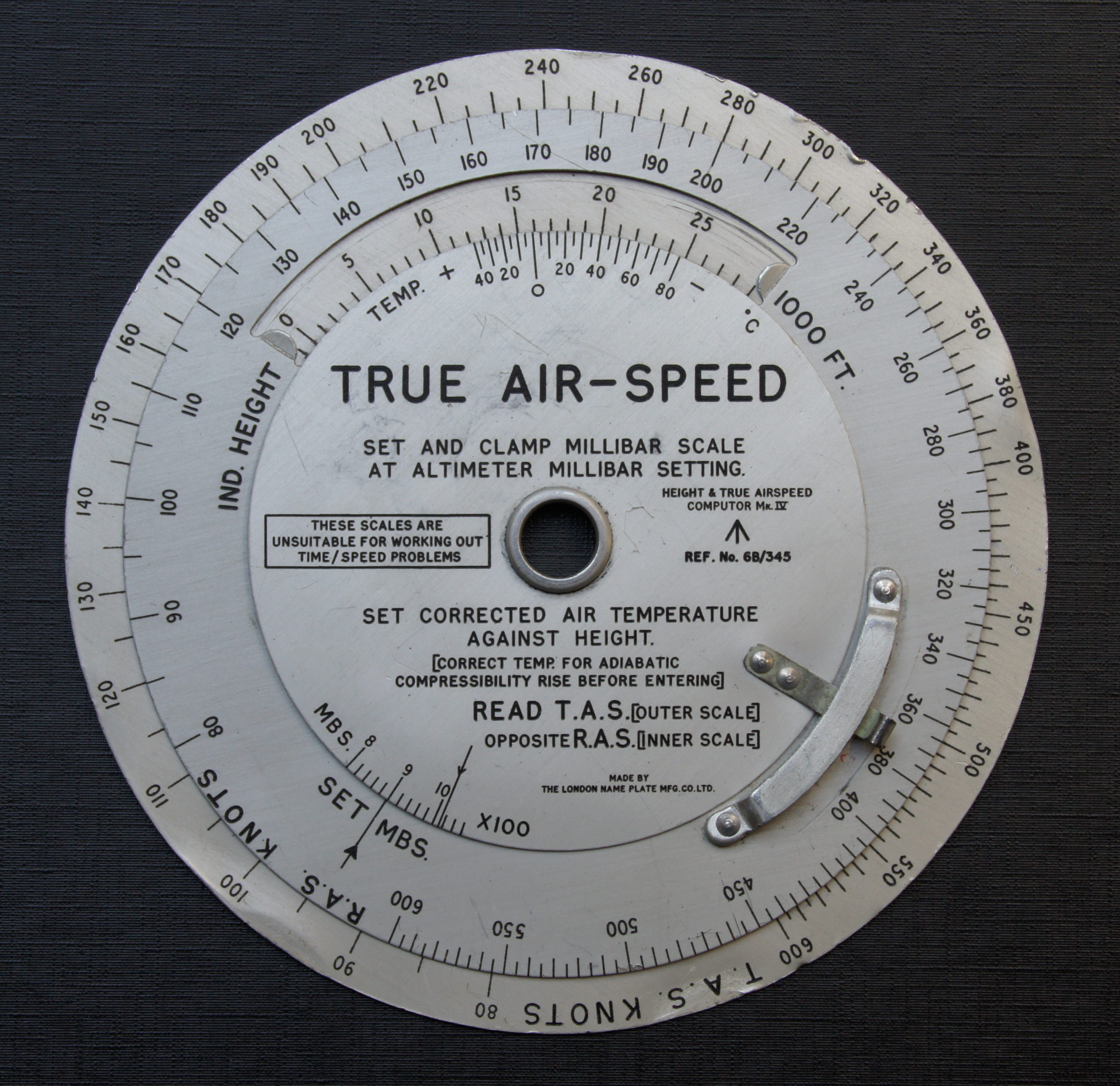
الواجهة الأمامية لحاسبة الطيران العسكرية 6B/345.

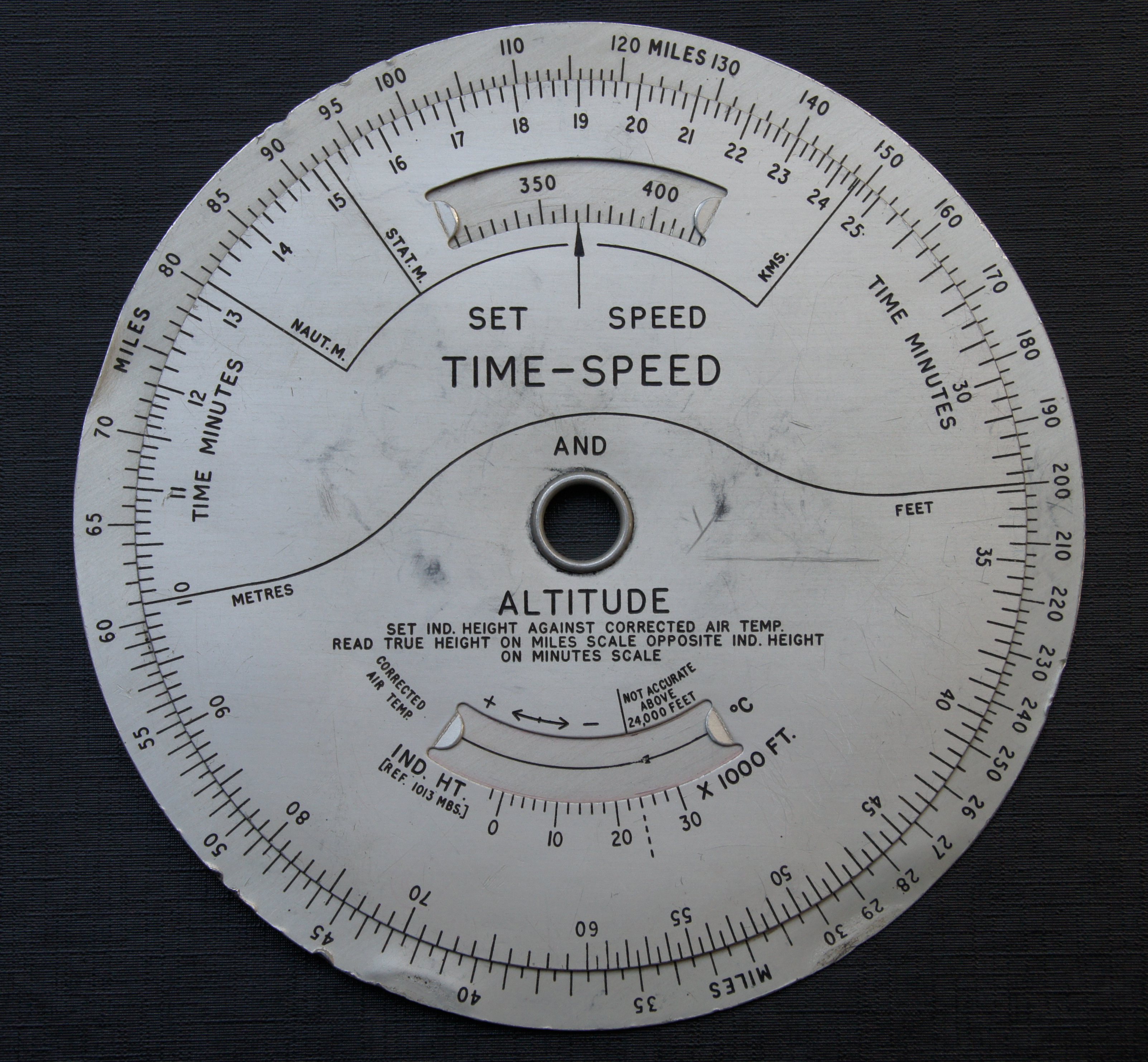
الواجهة الخلفية لحاسبة الطيران العسكرية 6B/345.

كان اسم "E-6" بالأساس اختيارًا عشوائيًا إلى حدٍّ ما، حيث لم تكن هناك معايير موحّدة لترقيم الأجهزة والمخزون في ذلك الوقت. 
على سبيل المثال، كانت هناك أجهزة حاسبة أخرى في فيلق الطيران الأميركي (بالإنجليزية: USAAC) في ذلك الوقت تُعرف بأسماء C-2، و D-2، و D-4، و E-1، و G-1، وحتى سراويل الطيران أصبحت تُصنّف هي أيضًا باسم E-1.
من المرجَّح أنهم اختاروا "E" لأن حاسبة دالتون السابقة التي كانت تجمع بين الوقت والرياح كانت تُعرف باسم "E-1"، أما الحرف "B" فكان يشير إلى نموذج الإنتاج.
لم يُطبع الاسم الرسمي "E-6B" على الجهاز إلا لبضع سنوات فقط. ففي عام 1943م، غيّر الجيش والبحرية هذا الترميز إلى المعيار المشترك بينهما، وهو: AN-C-74، الذي هو اختصار لجملة "Army/Navy Computer 74"، أي "كمبيوتر الجيش و البحرية رقم 74".
وبعد عام تقريبًا، تغيّر الاسم إلى AN-5835، ثم في عام 1948م تغير مرة أخرى إلى AN-5834.
أما سلاح الجو الأميركي (بالإنجليزية: USAF) فقد أطلق على النماذج المطوّرة لاحقًا أسماء: MB-4 في عام 1953م، ثم CPU-26 في عام 1958م.
ورغم ذلك استمر الملاَّحون ومعظم كتيّبات التعليمات في استخدام الاسم الأصلي E-6B.
وكان الكثيرون يطلقون عليه ببساطة اسم: حاسبة دالتون لتقدير الموضع" (بالإنجليزية: Dalton Dead Reckoning Computer)، وهو أحد علاماته الأصلية التي كانت مطبوعة عليه.

### اسم E-6B

علامة السهم المثلث الخاصة بمخازن الجيش البريطاني.

بعد وفاة فيليپ دالتون، قام "ويمز" بتحديث جهاز  E-6B وحاول تسميته بأسماء مثل E-6C أو E-10 وغيرها، ولكنه في النهاية عاد إلى الاسم الأصلي نظرًا لأنه كان شائعًا ومعروفًا جدًا لدى أكثر من 50,000 من قدامى الملاَّحين في سلاح الجو في الحرب العالمية الثانية.
بعد انتهاء صلاحية براءة الاختراع، قام العديد من المصنِّعين بنسخ المنتج وبدأت العديد من الشركات في صناعة نسخ من الحاسبة، وفي بعض الأحيان كان بعض تلك الشركات يستخدم اسمًا تسويقياً مشابهًا لأغراض التسويق مثل: E6-B، مع تغيير موضع الشرطة الواصلة في أحرف الاسم.
صنّعت شركة London Name Plate Mfg. Co. Ltd في لندن وبرايتون إصدارًا معدنيًا، وحمل الجهاز وسمًا عسكريًا هو: "Computer Dead Reckoning Mk. 4A Ref. No. 6B/2645" تليه علامة السهم المثلث الخاصة بمخازن الجيش البريطاني.
خلال الحرب العالمية الثانية وحتى أوائل الخمسينيات من القرن العشرين، أنتجت نفس الشركة البريطانية  جهازًا آخر باسم: "Height & True Airspeed Computer Mk. IV"  ويحمل الرمز: 6B/345. وكان هذا الجهاز يُستخدم لحساب السرعة الجوية الحقيقية (بالإنجليزية: True Air Speed) على الجهة الأمامية، وحسابات الزمن والسرعة بالنسبة للارتفاع على الجهة الخلفية.
وقد استُخدم هذا النوع من الحاسبات حتى الستينيات والسبعينيات في العديد من القوات الجوية الأوروبية، مثل سلاح الجو الألماني، إلى أن تم الاستغناء عنها بسبب ظهور الإلكترونيات الملاحية الحديثة (بالإنجليزية: modern avionics).

## مقارنة E6-B مع حاسبات أخرى مشابهة

### حاسبة الطيران CRP-5
حاسبة الطيران CRP-5 تصميم بريطاني (من إنتاج شركة Pooleys):
- يُستخدم على نطاق واسع في أوروبا ورخص الطيران التابعة لوكالة سلامة الطيران الأوروبية (EASA).
- أدق من E6-B في بعض الحسابات (مثل كثافة الهواء).
- يحتوي على مزيد من التفاصيل ومقاييس إضافية.
- يُستخدم في التدريب العسكري والمدني المتقدم.

### حاسبة الطيران TMP-7
حاسبة الطيران TMP-7 تصميم بسيط ومضغوط، غالبًا من إنتاج شركات تعليم الطيران المدني:
- يُستخدم في برامج التدريب الأساسي للطيران، خاصة في المدارس الصغيرة أو الهواة.
- أقل تعقيدًا من E6-B و CRP-5، ولا يشمل حسابات مثل الكثافة الجوية أو سرعة ماخ.
- يحتوي على وظائف أساسية فقط مثل الوقت، السرعة، والمسافة.

- يُستخدم في الطيران المدني المحدود أو المهام الترفيهية، وليس في التدريب المتقدم أو الاختبارات الرسمية.

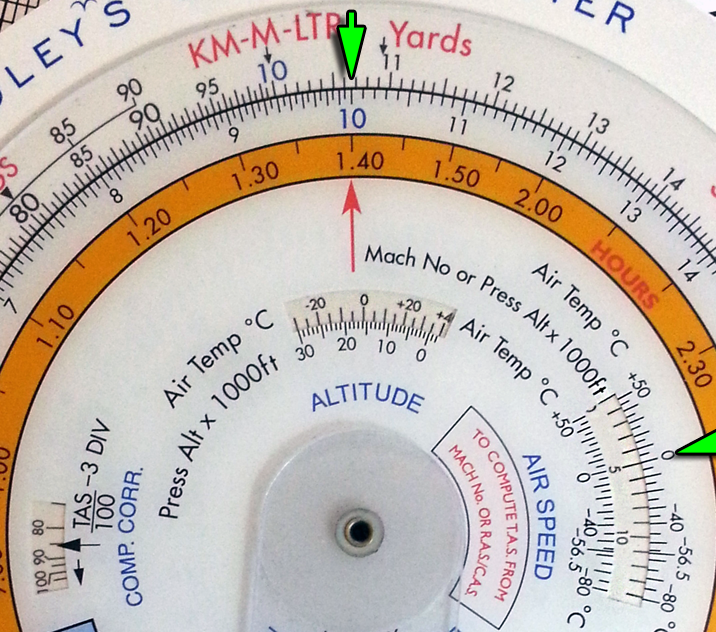
تعرض الصورة جزءًا من الواجهة الأمامية لحاسبة الطيران CRP-5 تُستخدم لتحويل السرعة الجوية المقروءة إلى السرعة الجوية الحقيقية، وذلك من خلال مطابقة درجة الحرارة مع الارتفاع. فعلى سبيل المثال، عند درجة حرارة 0 مئوية وارتفاع قدره 5000 قدم، إذا كانت السرعة المقروءة 100 عقدة، فإن السرعة الجوية الحقيقية تكون 106.5 عقدة، كما يشير السهم الأحمر. تُستخدم هذه الطريقة لتصحيح تأثير كثافة الهواء وضغطه على سرعة الطائرة، وهي ضرورية لحسابات الملاحة الدقيقة والأداء الجوي.
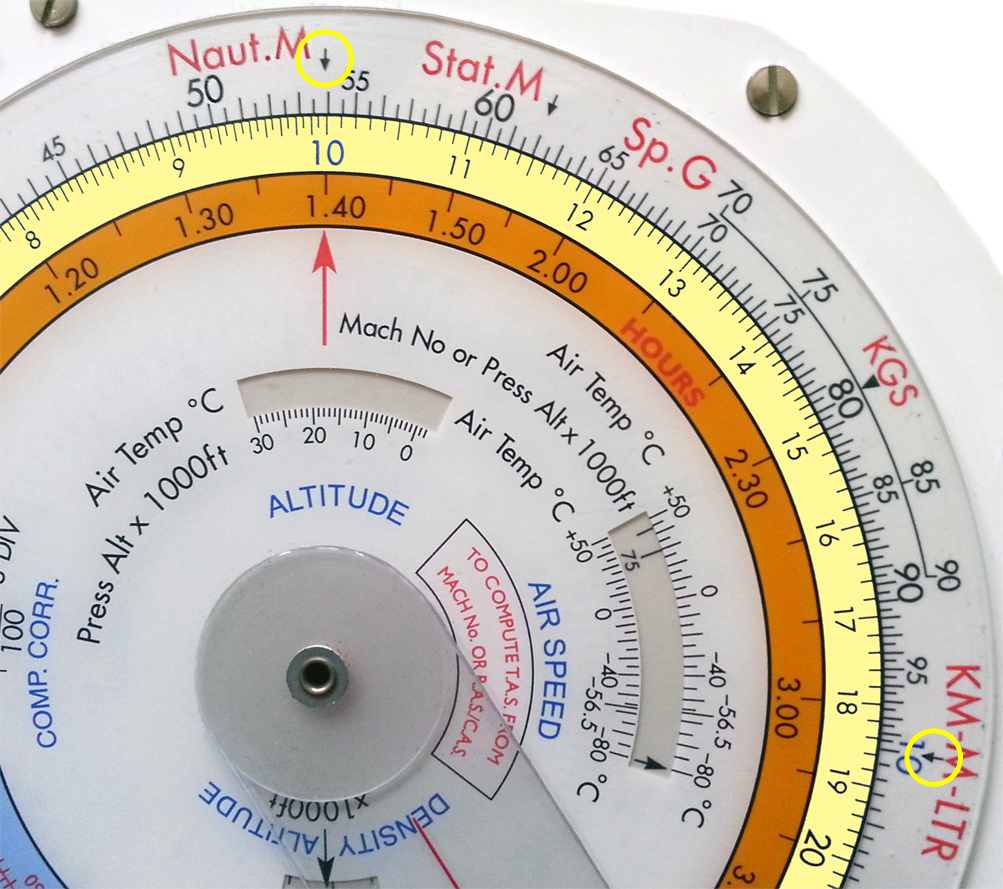
توضح الصورة عملية تحويل المسافات بين وحدات مختلفة باستخدام الجهة الخلفية من حاسبة الطيران CRP-5، حيث يمكن تحويل الأميال البحرية إلى أميال أرضية أو إلى الكيلومترات بكل دقة. يتم ذلك من خلال محاذاة الرقم في إحدى الوحدات على المقياس الدائري مع المؤشر، ليتم قراءة القيمة المقابلة مباشرة في الوحدة المراد التحويل إليها. على سبيل المثال، عندما يتم محاذاة الرقم 10 في الأميال البحرية، نجد أن قيمته المكافئة هي 11.5 أميال أرضية تقريبًا، وقرابة 18.5 كيلومتر، ما يساعد الطيار في إجراء التحويلات الملاحية بسرعة أثناء الطيران.
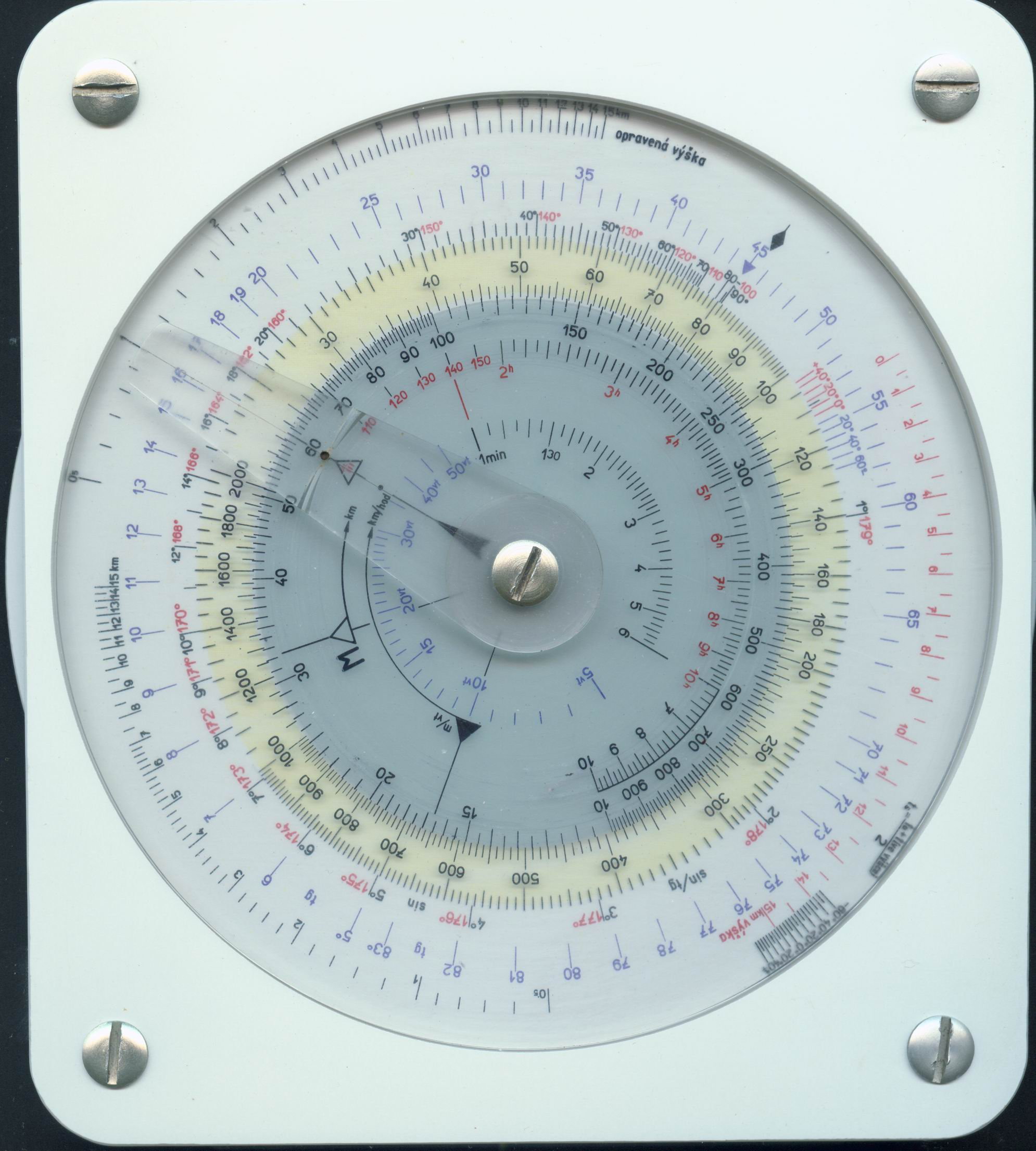
تُظهر الصورة وجهًا من أوجه حاسبة الطيران العسكرية الدائرية TMP-7 تُستخدم في الملاحة الجوية، وهي أداة دقيقة تعتمد على مقياس دائري متحرك لتسهيل حسابات الوقت، السرعة، المسافة، واستهلاك الوقود. تحتوي على عدة دوائر متداخلة مرقّمة بعناية، وتُمكن الطيار من إجراء العمليات الحسابية بسرعة وبدقة أثناء الطيران دون الحاجة إلى آلة حاسبة إلكترونية. تُستخدم هذه الحاسبة في البيئات العسكرية لما توفره من دقة، وتُعرف بين الطيارين بأداة لا غنى عنها في مهام الملاحة الجوية المعقدة.

## روابط خارجية
- E6BX.com Online E6B – حاسوب طيران E6-B قائم على الويب مع الرسوم التوضيحية.
- حكاية عجلتين خارقتين: حلول طاقة الرياح E6-B مقابل CR.
- حاسبة E6B أونلاين / محاكي E6B.

## شاهد
- الدليل الكامل لحاسبة الطيران E6B (الدرس 47 في رخصة الطيار الخاص PPL)، The COMPLETE Guide on the E6B Flight Computer (PPL Lesson 47).